# フォルミニーの戦い
フォルミニーの戦い（仏: Bataille de Formigny、英: Battle of Formigny）は、1450年4月15日にフランス北部ノルマンディー地方で行われた百年戦争後期の戦闘。イングランド軍が大敗しノルマンディーを完全に失い、百年戦争の帰趨を実質的に決定した。この3年後のフランス南西部で行われたカスティヨンの戦いでイングランド側はギュイエンヌを失い、百年戦争は終結した。

## 背景

### 両国の情勢
フランスはジャンヌ・ダルクによる1429年のオルレアン包囲戦でイングランド軍からオルレアンを解放した後、パテーの戦いにより一気に退勢を回復した。不義の子とみなされていた王太子がシャルル7世としてランス大聖堂で正式に即位した宣伝効果は大きく、イングランドと同盟していたブルゴーニュ公フィリップ3世は1435年のアラスの和約でフランスと和睦、加えてブルターニュ公ジャン5世（次弟のリッシュモン伯で後のアルテュール3世がフランス大元帥として早くからフランス側に加わっていた）も中立からフランス側に回り、当時王国で最も重要な都市であるパリも1436年に回復された。
限定的ながらもようやくシャルル7世の信任を得たリッシュモン大元帥は、それまでの傭兵制から王直属の民兵による常備兵制度に切り替えを図った。それは直接王国内に課税することになるため、1439年の勅令発布で貴族課税が宣言されると特権を侵されるのを嫌った貴族はシャルル7世と不仲であるルイ王太子（後のルイ11世）と結んでプラグリーの乱を起こしたが、優秀なブルターニュ兵と砲兵を持つリッシュモン大元帥に鎮圧された。また、パリ周辺を含むイル＝ド＝フランス地域圏はリッシュモン大元帥が制圧、残すイングランド領は北のノルマンディーと南西のギュイエンヌとなっていた。
1444年のトゥール条約により、2年間の休戦が認められるとフランス軍の改革は一層進み、ジャン・ビューローとガスパール・ビューロー兄弟による砲兵の改良とそれによる砲兵隊の編成も進んでいた。リッシュモンも常備軍の整備を推し進め、1445年の勅令で略奪でフランスを荒廃させた傭兵隊の解散と、そこから優秀な兵隊を引き抜き6人の兵隊から成る槍隊を1500組に増やし、新たに9000人に上る勅令隊を15人の隊長で纏めて編成した。1448年の勅令で別の部隊を増加、教区ごとに50人の集団戦闘訓練を実施、そこから精兵を1人引き抜き約1万人で構成された国民弓兵隊の創設で常備軍の増強に努め、来るべきイングランドへの決戦に向けて準備を整えていった。
一方でイングランドは幼いヘンリー6世の代となると、戦意は急速に萎み、主戦派と和平派で国が纏まらなくなっていた。それまでの主流派であったヘンリー6世の叔父のグロスター公ハンフリー・オブ・ランカスターやヨーク公リチャードは遠ざけられ、和平派であるヘンリー・ボーフォート枢機卿、サフォーク伯ウィリアム・ド・ラ・ポールなどが国政に参加するようになっていた。
トゥール条約ではシャルル7世の王妃の姪マーガレット・オブ・アンジューとの政略結婚が行われたが、代償としてメーヌとアンジューをフランスに引き渡した。それに加え汚職や寵臣たちへの贔屓などにより財政危機や秩序崩壊を招き、フランスでの戦争の恒常的な敗北によって人気は急落していた。また、イングランド王室発祥の地であるノルマンディーにおいてもイングランドの占領政策は不人気であり、イングランド兵の恒常的な略奪や残虐行為に住民は強い反英感情を持っていた。

### ノルマンディー攻防戦
1449年3月24日、イングランド軍はブルターニュの都市フージェールに侵攻、占領した。同年夏、ブルターニュ公フランソワ1世（ジャン5世の長男でリッシュモン大元帥の甥）は、叔父であるリッシュモン大元帥と共に報復としてノルマンディーに侵攻し、ブルターニュへの入り口に当たる要衝サン・ジャム・ド・ブーヴロンを奪取し、モルタンを抜いた。
7月31日に英仏両国は宣戦布告を行い、フランス軍は攻勢を開始した。フランス軍はブルターニュ兵を主力とするリッシュモン大元帥がシャルル7世及びブルターニュ公と共に直卒してノルマンディー西部へ向かい、デュノワ伯ジャン・ド・デュノワの別働隊は中央のルーアンへ進撃、サン＝ポル伯ルイ・ド・リュクサンブールとウー伯シャルル・ダルトワの軍は東部から攻撃した。
フランスは軍紀を引き締めており、リッシュモン大元帥がフランス軍を統率してからは略奪行為を嫌っていたために、住民感情が圧倒的にフランス寄りになっていた。そのため、リッシュモンの軍勢はフージェールを囲んだまま主力は北上、ノルマンディー北西部のコタンタン半島の入り口であるクタンスを住民の助けもあり容易に占領し、9月15日にはサン＝ローが無血開城を余儀なくさせた。26日にはカランタンが落城し、周辺地方はことごとくフランスが奪還した。フランス軍はフージェールに取って返し、砲撃により陥落させた。
一方でデュノワ伯の別働隊はマントとヴェルヌイユを抜くとコンシュとポン・ドゥ・ラルシュと続けて戦果を挙げ、10月末にルーアンを包囲すると、リッシュモン大元帥の主力が合流した。イングランド軍は住民感情の悪化によりルーアンの維持が困難であり、11月4日に司令官のサマセット公エドムンド・ボーフォートは西へ軍勢退去の形で降伏、10日にシャルル7世がルーアンへ入城・凱旋した。この余波でノルマンディー地方はコタンタン半島北端のシェルブール及びノルマンディー北部のカーン周辺を除き大半をフランスが支配することになった。

## 戦闘に至る経緯
イングランド王家及び上流貴族の発祥の地であるノルマンディー地方の喪失は受け入れられがたい状態であったため、イングランドは翌1450年3月、ノルマンディー地方最大の港湾都市シェルブールにトーマス・キリエル指揮下の増援5000人を派遣した。キリエルは目の上のたんこぶともいえる、シェルブールのすぐ南に位置するフランス軍の要衝ヴァローヌを包囲した。
この時、フランス軍を統率すべきリッシュモン大元帥はブルターニュにあり、フランソワ1世とその弟のジルの処遇を巡って一時的に不和となっていた。ジルはイングランド王ヘンリー6世の幼馴染であり親英派であったため、フランス側についた兄と叔父を非難し、反仏的な行動を行い1445年に逮捕されていた。処刑しようとするフランソワ1世とそれを止めようとするリッシュモン大元帥の不一致により、リッシュモンは手勢を除くブルターニュ兵を動員出来ず、フランソワ1世と和解してブルターニュ兵の動員を待つべきという周囲の声を聞かず出兵したが、ヴァローヌは4月10日に抜かれてしまった。
シャルル7世は直ちに3,000のフランス兵をリッシュモン大元帥の義理の甥で婿でもある24歳の若きクレルモン伯ジャン・ド・ブルボン指揮の下に送らせた。リッシュモンは増強しつつあるイングランド軍の動向を警戒、クレルモンへ合流行動を最優先にすべく指令した。

## 戦闘の経過
イングランド軍はヴァローヌを抜くと東下して軍勢を増やし7,000の軍勢でカーンへ向かった。それに対しマキと呼ばれる反英住民組織が妨害活動を行い、クレルモン伯もそれを支援しようとして援軍を送ったが、イングランド軍は撃退した。しかしクレルモンはイングランド軍がカーンとサン＝ローとの中間地点にあるフォルミニー村で停止していることを突き止め、派兵で減少して戦力差が開いているにもかかわらず、リッシュモン大元帥の軍との合流を待たずに4月15日に戦端を開いた。イングランド軍は急襲を予期しており、14日から急造ながらも野戦築城を施し、待ち受けていた。しかしながら、イングランド軍は近くにいる常勝リッシュモン大元帥の軍を警戒するために側面と後方に多くの兵を割かざるを得なかった。指揮官のキリエルは2つの橋を厳重に守り、騎兵突撃に備えた。
3倍の敵に対するクレルモンの攻撃は撃退された上に逆襲にあい、2門の大砲も奪われてしまった。また、イングランド軍のサマセット公の増援軍が近づいているという情報が両軍に入り、フランス軍は恐慌状態となり、イングランド軍の士気が上がった。しかしながら、戦場の南からイングランド軍の左翼に現れたのはクレルモンの攻撃意図を知らされたリッシュモン大元帥のフランス軍であった。
15日に攻撃の意図を知ったリッシュモン大元帥は現地に急行し、直ちにクレルモンの軍勢を掌握した後、兵力において劣勢ながら、縦に伸びたイングランド軍の中核に対し騎兵突撃を敢行した。また、ピエール・ド・ブレゼに別働隊を受け持たせ右翼軍とし、カーン方面への退路を遮断させるべく攻勢を取らせ、崩壊し圧力を受けている左翼には増援を送り支えた。それを受けてクレルモンは左翼を持ちこたえ、カーンへの退路を絶たれたイングランド軍は半包囲状態となり、中央部での圧力を支えきれずに崩壊した。
北のバイユー方面への敗退するイングランド軍にノルマンディーで被支配民としての苦杯を嘗め尽くしたフランス農民が襲いかかり、多くが虐殺された。イングランド軍は4,000人も戦死、司令官キリエルは乱戦の中で1,400人の兵と共に捕虜となった。クレルモンはリッシュモン大元帥により戦場で騎士叙勲を受け、戦いはフランス軍の大勝利に終わった。
数に劣るフランス軍が野戦でイングランド軍に勝利したのは初めてであり、2世紀以上続く陸戦におけるフランス優位を決定付けた戦いでもあり、フランスの軍制改革が実った形となった。また大砲が野戦に使われた嚆矢ともいえるが、有効に活用されたとは言えず、砲兵隊が重要な位置を占めるのは3年後のカスティヨンの戦いまで待たなければならない。

## 戦闘の影響
イングランドの野戦軍が一掃されたノルマンディーではフランス側の攻勢が続き、5月にフランソワ1世とリッシュモン大元帥はアヴェランジュを、デュノワはバイユーを包囲陥落させた。7月1日に王直卒のフランス軍もカーンを陥落させ、籠城していたサマセット公ら残党はイングランドへ退去した。これらの攻囲戦闘でも砲兵隊が有意義に使用された。この間、フランソワ1世とリッシュモン大元帥の不仲の原因であったジルが獄死、フランソワ1世もアヴェランジュ陥落後はリッシュモン大元帥にブルターニュ兵の指揮を委ねた後の7月19日に急死するも、フランソワ1世の弟でジルの兄ピエール2世が後を継いでリッシュモン大元帥が後見に当たった。
そして、百年戦争中期の名将ベルトラン・デュ・ゲクランも陥落できなかったシェルブールが囲まれ、8月12日に砲兵隊により陥落した。これによってノルマンディー方面からイングランド軍勢力が一掃され、百年戦争におけるフランス勝利の帰趨が明確となった。
ノルマンディー平定後、フランスはボルドーを中心とする長くイングランド王の固有領土であったアキテーヌ公領を攻略するが、シャルル7世はブルターニュ人でもあるリッシュモン大元帥にこれ以上の功績を挙げさせないため、彼をノルマンディーの後処理に当たらせた。一方、フォルミニーの戦いで大陸における領土をほぼ全て失ったイングランド軍は領土回復を図り翌1452年にシュルーズベリー伯ジョン・タルボット率いる遠征軍をボルドーへ派遣し奪還、フランス軍も報復のため1453年にアキテーヌへ急行、カスティヨンの戦いへと繋がった。